# Lleyton Hewitt
Lleyton Glynn Hewitt (Adelaide, 24 februari 1981) is een voormalig Australisch tennisser. Hij werd professioneel tennisser in 1998 en werd de jongste winnaar van een ATP-toernooi toen hij datzelfde jaar als relatief onbekende speler het ATP-toernooi van Adelaide won. In 2001 werd hij de jongste speler ooit die nummer 1 werd op de ATP-ranglijst. Hij is een tweevoudig grandslamwinnaar (US Open in 2001 en Wimbledon in 2002) en heeft tweemaal de Tennis Masters Cup gewonnen (in 2001 en 2002). Hij was in totaal tachtig weken nummer één op de wereldranglijst en eindigde de jaren 2001 en 2002 als nummer één. In totaal heeft hij in zijn carrière dertig enkeltoernooien gewonnen en drie herendubbeltoernooien, waaronder de US Open 2000 (tennis, mannendubbel) samen met de Wit-Rus Maks Mirni. Hij won ook één challenger in het enkelspel.
Hewitt staat bekend om zijn nooit aflatende vechtlust en fysieke fitheid. Zijn uitroep come on is befaamd en berucht. Na kritiek, onder meer uit de Australische pers, is hij zich een stuk rustiger gaan gedragen.
Op 21 januari 2016 nam hij afscheid van het enkelspel tijdens de Australian Open 2016 na de verloren partij in de tweede ronde tegen de Spanjaard David Ferrer, al kwam Hewitt hierna nog enkele malen uit in het dubbelspel. Na zijn actieve carrière werd hij captain van het Australische Davis Cup Team.

## Carrière

### Jaarverslagen

#### 1997 - 1999
Hewitt kwalificeerde zich in 1997 voor de Australian Open. Hij was met 15 jaar en 11 maanden de jongste qualifier ooit op de Australian Open. Hij verloor in de eerste ronde van de Spanjaard Sergi Bruguera met 3-6, 4-6, 3-6.
In januari 1998 won Hewitt, toen nog een relatief onbekende speler, zijn eerste ATP-toernooi, de Next Generation Adelaide International. Om de titel te bemachtigen had hij in de halve finale Andre Agassi en in de finale zijn landgenoot Jason Stoltenberg verslagen. Hewitt werd zo op 16 jaar en 10 maanden een van de jongste spelers die ooit een ATP-toernooi gewonnen hebben. Hij was de jongste winnaar van een toernooi sinds Michael Chang in 1988 en de laagst gerangschikte winnaar ooit (Hewitt stond op plaats 550). Hij nam opnieuw deel aan de Australian Open, maar werd, net zoals in 1997, in de eerste ronde gewipt. Hij verloor van de Tsjech Daniel Vacek. Hewitt eindigde het jaar met een finaleplaats op de challenger van Hongkong en winst op de challenger van Perth.
In de twee eerste toernooien van 1999 maakte Hewitt een sterke indruk: hij stond opnieuw in de finale van het toernooi van Adelaide, die hij verloor van Thomas Enqvist, en haalde de kwartfinale op het ATP-toernooi van Sydney, waar hij in de eerste ronde nog de nummer 4 van de wereld Patrick Rafter versloeg. Op de Australian Open verloor hij in de tweede ronde van Tommy Haas. In maart bereikte hij de finale van het ATP-toernooi van Scottsdale. Hewitt verloor die van de Amerikaan Jan-Michael Gambill. In mei 1999 won hij zijn tweede ATP-titel door in de finale van het ATP-toernooi van Delray Beach de Belg Xavier Malisse te verslaan. Op Roland Garros werd hij in de eerste ronde verslagen door Martin Rodriguez. In de voorbereiding op Wimbledon toonde Hewitt zich ook een sterke grasspeler met een halve finale op het ATP-toernooi van Londen en een kwartfinale in Nottingham. Op Wimbledon haalde Hewitt de derde ronde. Hij verloor van Boris Becker. Ook op de US Open strandde hij in de derde ronde tegen Andrej Medvedev. In het najaar bereikte hij nog de halve finale op het ATP-toernooi van Singapore en de finale van het ATP-toernooi van Lyon, die hij verloor van de Ecuadoraan Nicolás Lapentti. Hij haalde ook de derde ronde op het Masterstoernooi van Parijs, met winst in de tweede ronde op Jevgeni Kafelnikov, de toenmalige nummer 2 van de wereld. Hewitt eindigde het jaar voor het eerst binnen de top 100 en de top 50, op plaats 22.

#### 2000
Hewitt startte 2000 sterk. Hij won in januari het toernooi van Adelaide voor de tweede maal, in een heruitgave van de finale van 1999, en zegevierde ook op het ATP-toernooi van Sydney, waar hij zijn landgenoot Jason Stoltenberg versloeg in de finale. Op de Australian Open behaalde hij de vierde ronde. Hij verloor die van de Zweed Magnus Norman. In maart schreef hij het ATP-toernooi van Scottsdale op zijn naam, met winst op onder andere Marcelo Ríos in de kwartfinale en Tim Henman in de finale. Op de Masterstoernooien van Miami en Rome haalde hij de halve finale. In Miami klopte hij onder andere Tommy Haas en Jevgeni Kafelnikov en in Rome Thomas Enqvist. Op Roland Garros bereikte hij, zoals op de Australian Open, de vierde ronde, waarin Albert Costa hem uitschakelde. In juni won hij het ATP-toernooi van Londen. Hij versloeg daar Cédric Pioline in de kwartfinale en Pete Sampras in de finale, beide met 6-4, 6-4. Op Wimbledon werd hij in het enkelspel echter meteen in de eerste ronde uitgeschakeld door Jan-Michael Gambill. Hewitt haalde wel de finale van het gemengd dubbel met zijn toenmalige vriendin Kim Clijsters. Het duo verloor in twee sets van het Amerikaanse duo Donald Johnson en Kimberly Po. Tijdens de zomer haalde Hewitt de halve finale in Indianapolis (verlies tegen Gustavo Kuerten) en op de US Open. Hij had in de vierde ronde gewonnen van Thomas Enqvist, de nummer 5 in de wereld, maar verloor zijn eerste halve finale van een Grand Slam van Pete Sampras met 6-7(7), 4-6, 6-7(5). In het dubbelspel op de US Open wist Hewitt zijn eerste grandslamtitel binnen te halen. Hij won het herendubbelspel met zijn partner Maks Mirni en werd met 19 jaar en 6 maanden de jongste speler die in het "open tijdperk" een grandslamzege in het dubbel behaalde. In oktober bereikte hij nog de halve finale op het ATP-toernooi van Bazel en de finale van het Masterstoernooi van Stuttgart, met winst op onder andere Tim Henman en Jevgeni Kafelnikov. In de finale moest hij echter de duimen leggen tegen de Zuid-Afrikaan Wayne Ferreira. Hewitt plaatste zich voor de Tennis Masters Cup, maar bleef in de groepsfase zitten. Hij won van Pete Sampras, maar verloor van Marat Safin en Àlex Corretja.
Hewitt was de eerste speler jonger dan 20 jaar die vier enkeltitels in een jaar kon winnen sinds Pete Sampras in 1990 en de eerste speler jonger dan 20 die in de top 10 eindigde (op plaats 7) sinds Andrej Medvedev in 1993. Hij werd dat jaar ook de beste Australische tennisser op de wereldranglijst. Hij was ook de eerste speler jonger dan 20 die zich wist te kwalificeren voor de Tennis Masters Cup.

#### 2001
In 2001 wist Hewitt met succes zijn titel op het ATP-toernooi van Sydney te verdedigen. Hij versloeg de Zweed Magnus Norman in de finale met 6-4, 6-1. Hetzelfde was niet mogelijk op het ATP-toernooi van Adelaide, waar hij in de kwartfinale werd uitgeschakeld door de uiteindelijke winnaar Tommy Haas. Het was voor het eerst in drie jaar dat hij er niet in de finale stond. Op de Australian Open was Hewitt het zevende reekshoofd. Hij won van Jonas Björkman en Tommy Haas, maar werd in de derde ronde naar huis gestuurd na verlies tegen Carlos Moyà. In februari haalde hij de kwartfinale van het ATP-toernooi van San José en in maart haalde hij drie halve finales op rij: Scottsdale (verlies tegen Francisco Clavet) en de Masterstoernooien van Indian Wells (verlies tegen Andre Agassi) en Miami (verlies tegen Jan-Michael Gambill). Ook op het Masterstoernooi van Hamburg in mei haalde hij de halve finale, maar hij verloor van de Spanjaard Albert Portas. In de voorbereiding op Roland Garros won Hewitt met het Australische team de World Team Cup in Düsseldorf. Hij won twee van zijn vier enkelpartijen: verlies tegen Àlex Corretja en Tommy Haas, maar winst tegen Magnus Norman (de toenmalige nummer 9 van de wereld) en Marat Safin (de toenmalige nummer 2). Op Roland Garros haalde hij zijn beste resultaat tot dan toe met een kwartfinale, die hij verloor van Juan Carlos Ferrero. Ter voorbereiding op Wimbledon won Hewitt twee grastoernooien: de Queen’s Club Championships, waar hij Pete Sampras in de halve finale en Tim Henman in de finale klopte en het ATP-toernooi van 's-Hertogenbosch, waar hij Roger Federer in de halve finale en Guillermo Cañas in de finale versloeg. Op Wimbledon was hij vijfde reekshoofd en werd hij tot de kanshebbers gerekend. Toch werd hij al verrassend in de vierde ronde uitgeschakeld door de Fransman Nicolas Escudé.
Tijdens de Amerikaanse hardcourtzomer haalde Hewitt zijn beste resultaat op het Masterstoernooi van Cincinnati, waar hij in de halve finale werd verslagen door Patrick Rafter. Op de US Open van 2001 won Hewitt zijn eerste grandslamtitel in het enkelspel. Hij versloeg Pete Sampras in de finale in "straight sets": 7-6(4), 6-1, 6-1. Onderweg naar de finale had hij ook Tommy Haas, Andy Roddick en Jevgeni Kafelnikov uitgeschakeld. Na de US Open won hij het ATP-toernooi van Tokio en haalde hij de halve finale op het Masterstoernooi van Stuttgart (verlies tegen Tommy Haas). Hij werd dat jaar op 19 november ook nummer 1 op de ATP-ranglijst en was met 20 jaar en 268 dagen de jongste speler ooit die deze positie had ingenomen. Hij was ook de eerste Australiër die de nummer 1 van de ATP-ranglijst werd. Hewitt eindigde 2001 ook als nummer 1. Hij onderstreepte zijn goede vorm door op het eind van het jaar in Sydney de Tennis Masters Cup te winnen. Hij won al zijn matchen en versloeg de Fransman Sébastien Grosjean in de finale met 6-3, 6-3, 6-4.

#### 2002
Het jaar 2002 begon slecht voor Hewitt met een uitschakeling in de eerste ronde op de Australian Open. Hij was het topreekshoofd en verloor verrassend van de Spanjaard Alberto Martín. In de volgende maanden herpakte hij zich echter. In februari won hij het ATP-toernooi van San José door in de finale Andre Agassi te verslaan en in maart was hij de sterkste op het prestigieuze ATP-toernooi van Indian Wells, waar hij onder andere won van Carlos Moyà, Thomas Enqvist, Pete Sampras en, in de finale, Tim Henman. Hij bereikte ook de halve finale van het Masterstoernooi in Miami, die hij verloor van Roger Federer. Hewitt haalde ook nog de halve finale in Barcelona (verlies tegen Gastón Gaudio) en de kwartfinale in Hamburg (verlies tegen Marat Safin). Op Roland Garros was hij het eerste reekshoofd en werd hij uitgeschakeld in de vierde ronde door Guillermo Cañas. In de aanloop naar Wimbledon won hij voor de derde opeenvolgende maal de Queen’s Club Championships in Londen. Zijn titel in 's-Hertogenbosch kon hij niet verlengen. Hij werd daar in de kwartfinale verslagen door Arnaud Clément. Op Wimbledon kon Hewitt zijn status van eerste reekshoofd wel waar maken en won hij de tweede grandslamtitel van zijn carrière. Hij versloeg thuisspeler Tim Henman in de halve finale en de Argentijn David Nalbandian in de finale met 6-1, 6-3, 6-2. Hewitt bewees met zijn winst dat ook baselinespelers een grastoernooi in de wacht konden slepen. Hij was immers de eerste echte baselinespeler die het toernooi won sinds Andre Agassi tien jaar eerder. Tijdens de zomer haalde hij de finale van het ATP-toernooi van Cincinnati (verlies tegen Carlos Moyà). Op de US Open van 2002 wist hij zijn titel niet te verdedigen. Hewitt verloor in de halve finale van Andre Agassi met 4-6, 6-7(5), 7-6(1), 2-6. Aan het einde van het jaar haalde hij de finale van het Masterstoernooi van Parijs, die hij verloor van Safin, en won hij voor de tweede maal de Tennis Masters Cup door in de finale Juan Carlos Ferrero te verslaan. Hewitt had heel 2002 op de eerste plaats van de wereldranglijst gestaan en sloot het jaar ook af als nummer 1. Hij was de vierde speler ooit die elke week van het jaar op nummer een had gestaan en de zevende speler ooit om twee jaar na elkaar bovenaan de ranglijst te eindigen.

#### 2003
Hoewel hij eerste reekshoofd was, raakte Hewitt op de Australian Open niet verder dan de vierde ronde. Hij werd uitgeschakeld door de Marokkaan Younes El Aynaoui met 7-6(4), 6-7(4), 6-7(5), 4-6. In maart won hij eerst het ATP-toernooi van Scottsdale, waar hij in de finale zijn landgenoot Mark Philippoussis versloeg en de week erna het ATP-toernooi van Indian Wells, dat hij in 2002 ook had gewonnen. Hij versloeg daar in de finale voormalig nummer 1 Gustavo Kuerten met 6-1, 6-1. De maanden daarna ging Hewitt door een mindere periode met vroege uitschakelingen en een derde ronde op Roland Garros. Hij zakte na 75 weken ook weg van de eerste plaats, toen op 28 april Andre Agassi de nummer 1 van hem overnam. Hewitt herwon die plaats wel weer na een week.
Op Wimbledon verloor Hewitt als titelverdediger meteen in de eerste ronde van de Kroatische qualifier Ivo Karlović met 6-1, 6-7(5), 3-6, 4-6. Hewitt werd zo de eerste mannelijke titelverdediger op Wimbledon die in het "open tijdperk" in de eerste ronde uit het toernooi ging. Dit was eerder nog maar een keer eerder gebeurd op Wimbledon, toen titelverdediger Manuel Santana in 1967 in de eerste ronde verloor van Charles Pasarell. Hewitt was ook nog maar de derde titelverdediger die in de eerste ronde van een grandslamtoernooi verloor, na Boris Becker op de Australian Open van 1997 en Hewitts landgenoot Pat Rafter op de US Open van 1999. Door het verlies in de eerste ronde op Wimbledon verloor Hewitt veel ranglijstpunten en zakte hij naar de tweede plaats. Andre Agassi nam de fakkel aan de top van het klassement opnieuw over. Hierna zou Hewitt nooit meer bovenaan de ranglijst staan. In totaal stond hij 80 weken op een.
Na Wimbledon verloor Hewitt de finale van het ATP-toernooi van Los Angeles van Wayne Ferreira en werd hij op het Masterstoernooi van Montréal in de tweede ronde uitgeschakeld door Maks Mirni en op dat van Cincinnati zelfs in de eerste ronde door Xavier Malisse. Op de US Open haalde hij de kwartfinale, waar hij de duimen moest leggen voor de latere verliezende finalist Juan Carlos Ferrero. Na de US Open speelde Hewitt in 2003 enkel nog matchen in de Davis Cup. Hij eindigde het jaar op plaats 17.

#### 2004 - 2005

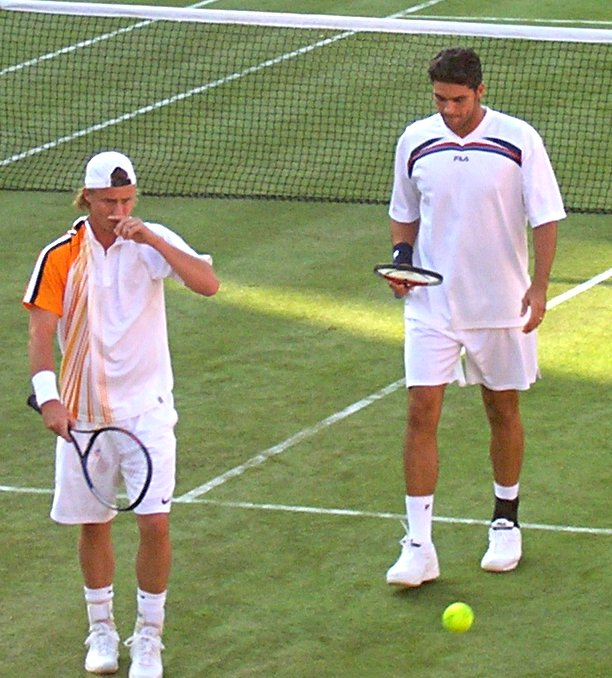
Lleyton Hewitt en Mark Philippoussis in het dubbelspel op de Queens Club Championships in 2005

2004 begon sterk voor Hewitt met winst op het ATP-toernooi van Sydney (zijn vierde toernooizege daar) in januari en op het ATP-toernooi van Rotterdam in februari. Het toernooi van Rotterdam was Hewitts eerste Europese indoortitel. Op de Australian Open daarentegen werd hij in de vierde ronde al naar huis gestuurd door de uiteindelijk winnaar Roger Federer. In de drie andere grandslamtoernooien van het jaar verloor Hewitt ook telkens van de uiteindelijke winnaar en werd hij zo de eerste man in de geschiedenis van het tennis die in een jaar op elke Grand Slam werd uitgeschakeld door de latere kampioen. Op Roland Garros werd hij in de kwartfinale uitgeschakeld door Gastón Gaudio en op Wimbledon eveneens in de kwartfinale, maar door Federer. Op de US Open verloor hij de finale, opnieuw van Federer, met 0-6, 6-7(3), 0-6. De finale op de US Open was voorafgegaan door een sterk hardcourtseizoen tijdens de zomer met winst op de toernooien van Washington en Long Island en een finaleplaats op het Masterstoernooi van Cincinnati. In het najaar haalde Hewitt nog de halve finale van het ATP-toernooi van Tokio en de kwartfinale op het masterstoernooi van Parijs. Aan het einde van 2004 bereikte Hewitt opnieuw de finale van de Tennis Masters Cup, maar ook daar verloor hij opnieuw van Federer. Hij eindigde het jaar opnieuw in de top 10, op plaats 3.
In 2005 won Hewitt zijn enige titel in het begin van het jaar door op het toernooi van Sydney zijn titel te verlengen. Hij was derde reekshoofd op de Australian Open en haalde er voor het eerst de finale, door onder andere David Nalbandian en Andy Roddick te verslaan. Hij verloor in de finale 6-1, 3-6, 4-6, 4-6 van de Rus Marat Safin, het vierde reekshoofd. In maart haalde hij de finale van het ATP-toernooi van Indian Wells. Hij versloeg onder andere Andre Agassi en Andy Roddick, maar verloor van Roger Federer. Hij miste Roland Garros omwille van een blessure. Op het ATP-toernooi van Londen werd hij in de kwartfinale uitgeschakeld door Ivo Karlović. Op Wimbledon verloor hij in de halve finale van Roger Federer en hetzelfde gebeurde op de US Open. Hewitt had zo de laatste zeven Grand Slams telkens verloren van de uiteindelijke winnaar. In november 2005 trok Hewitt zich terug uit de Tennis Masters Cup om bij zijn vrouw Bec te zijn die hoogzwanger was. Hij werd op de tabel vervangen door Gastón Gaudio. Hewitt sloot het jaar voor de vijfde maal in zes jaar af binnen de top vijf, op plaats 4.

#### 2006
Na een weinig goede start van 2006, met onder andere een uitschakeling in de tweede ronde van het ATP-toernooi van Adelaide en van de Australian Open verbeterden de resultaten na een korte pauze. Hewitt bereikte de finales van San José en Las Vegas in februari, waar hij respectievelijk verloor van de jonge Brit Andy Murray en de Amerikaan James Blake. In de Masterstoernooien van Indian Wells en Miami verloor Hewitt echter al vrij vroeg in het toernooi, respectievelijk van Tomáš Berdych in de derde ronde en Tim Henman in de tweede ronde. Op Roland Garros verloor hij in de vierde ronde in vier sets van de titelverdediger en uiteindelijke winnaar Rafael Nadal. In de voorbereiding op Wimbledon won Hewitt het toernooi van Londen. Hij versloeg Rafael Nadal in de kwartfinale, Tim Henman in de halve finale en James Blake in de finale met 6-4, 6-4. Dit was zijn eerste en ook enige toernooiwinst van 2006 en zij kwam na een periode van zeventien maanden zonder toernooiwinst. Hewitt won het toernooi voor de vierde maal en evenaarde zo het record van John McEnroe en Boris Becker. Op Wimbledon werd hij in de kwartfinale uitgeschakeld door de Cyprioot Marcos Baghdatis. Ook op de US Open was de kwartfinale zijn eindstation. Hewitt werd in straight sets verslagen door Andy Roddick met 3-6, 5-7, 4-6. Het was het zevende opeenvolgende jaar dat Hewitt op de US Open de kwartfinale had bereikt. In het najaar speelde Hewitt enkel nog in de Davis Cuppartij tegen Argentinië. Hij eindigde het jaar op plaats 20.

#### 2007

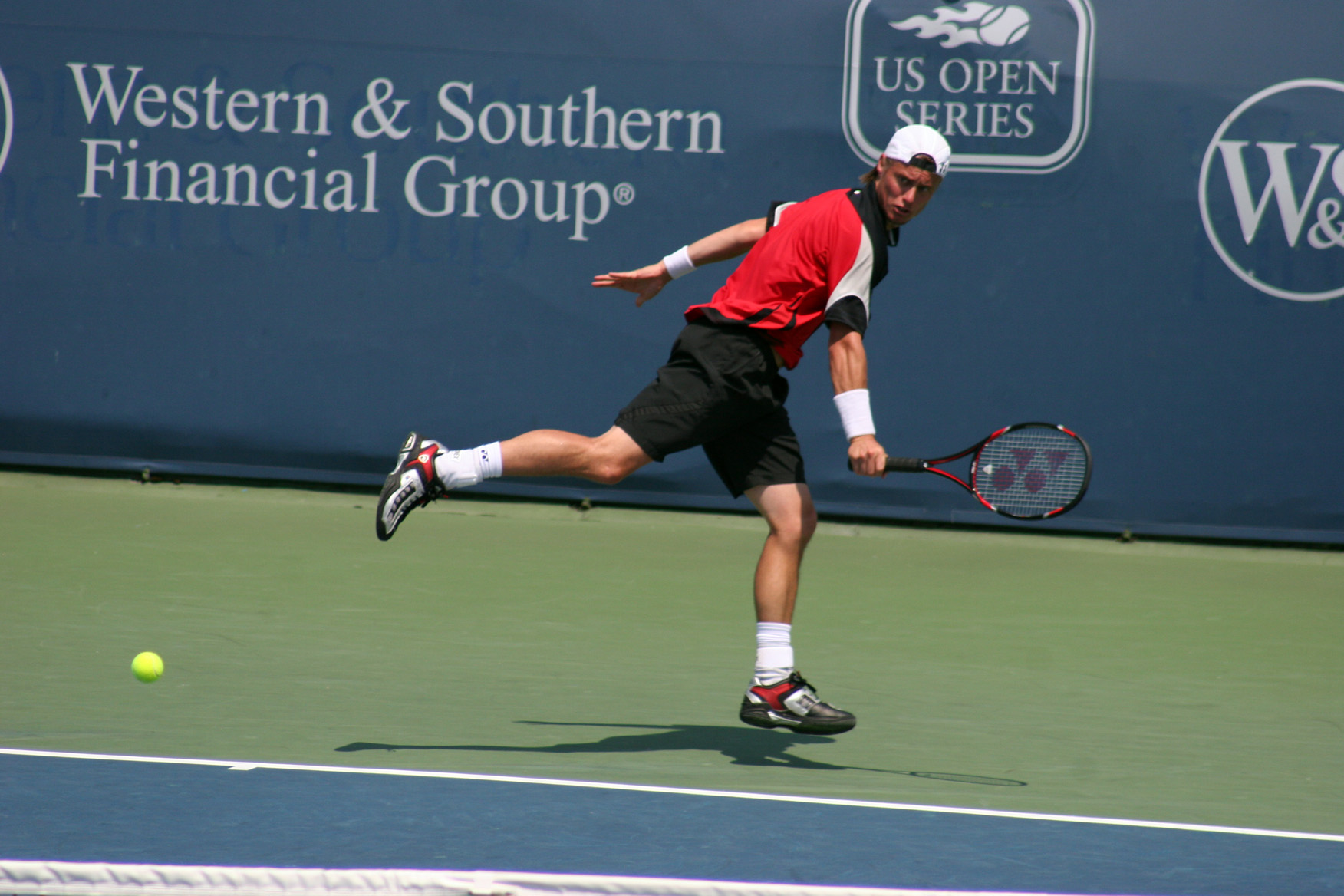
Lleyton Hewitt in de kwartfinale van het ATP-toernooi van Cincinnati in 2007

Op de Australian Open van 2007 verloor Hewitt in de derde ronde van de uiteindelijke runner-up Fernando González met 6-2, 6-2, 5-7, 6-4. In februari won hij zijn enige toernooi van het jaar door in de finale van het ATP-toernooi van Las Vegas de Oostenrijker Jürgen Melzer te verslaan met 6-4, 7-6(10). Door deze winst behaalde Hewitt het record dat hij gedurende tien jaar minstens een titel per jaar had gewonnen, wat toen een record was onder de actieve spelers. Hij haalde dat jaar nog de halve finale van het Masterstoernooi van Hamburg, waar hij verloor van Rafael Nadal, en van Pörtschach, waar hij verloor van de Fransman Gaël Monfils. Op Roland Garros verloor hij, net zoals in 2006, in de vierde ronde van Nadal. Ook op Wimbledon haalde hij de vierde ronde. Hij werd in vier sets uitgeschakeld door Novak Đoković. In het voorbereidingstoernooi op Queens was hij al in de tweede ronde uitgeschakeld geweest door veel lager geklasseerde Jo-Wilfried Tsonga, die toen nog niet in de top 100 stond. Na Wimbledon werd bekendgemaakt dat Hewitt de voormalige tennisprof Tony Roche onder de arm had genomen om hem te coachen gedurende de grandslam- en Masterstoernooien in 2007 en 2008. Tijdens het hardcourtseizoen in de zomer bereikte Hewitt respectievelijk de kwartfinale en halve finale van Montréal en Cincinnati. In beide gevallen verloor hij van Roger Federer. De US Open was een tegenvaller, met een uitschakeling in de tweede ronde tegen de Argentijn Agustín Calleri. In het najaar bereikte hij nog twee kwartfinales: in Mumbai en Tokio. Het was het eerste jaar sinds 1999 dat Hewitt geen kwartfinale had gehaald op minstens een van de Grand Slams. Hij sloot het jaar af op plaats 21.

#### 2008
Op de Australian Open was Hewitt als 19e geplaatst en haalde hij de vierde ronde. Hij versloeg achtereenvolgens Steve Darcis, Denis Istomin en de finalist van 2006, Marcos Baghdatis. De match met Baghdatis was spannend en duurde 282 minuten, tot half vijf 's ochtends. Setstanden waren 4-6, 7-5, 7-5, 6-7(4), 6-3. Hewitt verloor in de vierde ronde van het derde reekshoofd Novak Đoković, die uiteindelijk ook het toernooi zou winnen. In maart 2008 werd Hewitts voorbereiding op Roland Garros gehinderd door een heupblessure. Daardoor kon hij gedurende een tijdje niet spelen en kon hij zijn halvefinaleplaats op de Masters van Hamburg niet verdedigen. Ondanks de blessure nam Hewitt deel aan Roland Garros, waar hij verloor van David Ferrer in de derde ronde. Op het Queens Club Championships bereikte hij de kwartfinale, waar Novak Đoković hem versloeg met 2-6, 2-6. Op Wimbledon werd hij in de vierde ronde uitgeschakeld door Roger Federer met 6-7(7), 2-6, 4-6. Na Wimbledon paste Hewitt voor de toernooien van Montréal en Cincinnati om zijn heup voldoende rust te geven in aanloop naar de Olympische Spelen van Peking. In het olympisch toernooi versloeg hij de Zweed Jonas Björkman in de eerste ronde met 7-5, 7-6(2) en verloor Hewitt in de tweede ronde van Rafael Nadal met 6-1, 6-2. In het dubbelspel op de Olympische Spelen haalde Hewitt met zijn partner Chris Guccione de kwartfinales. Het duo versloeg eerst het Argentijnse duo Agustín Calleri/Juan Mónaco en vervolgens het Spaanse duo Rafael Nadal/Tommy Robredo. Zij verloren van het Amerikaanse koppel Bob Bryan en Mike Bryan. Na de Olympische Spelen besloot Hewitt om de US Open en de rest van het seizoen op te geven om een heupoperatie te ondergaan. 2008 was het eerste jaar sinds 1998 dat Hewitt geen titel won. Hij eindigde het jaar ook voor de eerste maal sinds 1998 buiten de top 25, op plaats 67.

#### 2009
Hewitt keerde na zijn heupoperatie op 5 januari 2009 terug in de Hopman Cup. Hij versloeg er Nicolas Kiefer in drie sets. Hij haalde de kwartfinale van Sydney, waarin hij verloor van David Nalbandian. Op de Australian Open verloor hij meteen in de eerste ronde van Fernando González. Op 2 februari zakte Hewitt voor het eerst sinds januari 1999 uit de top 100. Op het ATP-toernooi van Memphis haalde Hewitt de halve finales door in de eerste ronde verrassend James Blake uit te schakelen en vervolgens Chris Guccione en Christophe Rochus. Hij verloor van Andy Roddick met 6-2, 6-7(4), 4-6. Door zijn halve finale kwam hij op 23 februari terug de top 100 binnen op plaats 78. Op de Masterstoernooien van Indian Wells en Miami verloor hij telkens in de tweede ronde, respectievelijk van Fernando González en Gilles Simon. Hij won zijn eerste toernooi van 2009 in Houston door Wayne Odesnik te kloppen in de finale met 6-2, 7-5. Dit was Hewitts eerste titel sinds maart 2007 en zijn eerste titel op gravel in tien jaar. Zijn laatste gewonnen graveltoernooi was Delray Beach in 1999. Door deze overwinning maakte Hewitt weer een sprong op de wereldranglijst van plaats 88 naar 57. Voor het Masterstoernooi van Monte Carlo kreeg Hewitt een wild card. Hij verloor in de eerste ronde van Marat Safin met 4-6, 5-7. Op het ATP-toernooi van München boekte Hewitt de 500e zege uit zijn carrière door in de eerste ronde te winnen van Philipp Petzschner. Op Roland Garros versloeg hij in de eerste ronde het 26e reekshoofd Ivo Karlović en vervolgens Andrej Goloebev. Hij verloor in de derde ronde van Rafael Nadal met 1-6, 3-6, 1-6. Op het ATP-toernooi van Londen was Hewitt het 15e reekshoofd. Hij versloeg Eduardo Schwank vrij gemakkelijk met 6-1, 6-0 in de eerste ronde en klopte vervolgens Frederico Gil. Hij verloor in de derde ronde van Andy Roddick met 6-7(2), 6-7(4) in een zeer nauw bevochten match. Op Wimbledon haalde Hewitt de kwartfinale. Hij versloeg in de tweede ronde het vijfde reekshoofd Juan Martín del Potro en in de achtste finale de Tsjech Radek Štěpánek, reekshoofd nummer 23. Hij verloor de kwartfinale van de uiteindelijke verliezende finalist Andy Roddick. Net zoals op het toernooi van Londen was het een felbevochten match die tot vijf sets ging: 3-6, 7-6(10), 6-7(1), 6-4, 4-6. Tijdens de zomer haalde Hewitt de kwartfinale op de Masters van Cincinnati. Op de US Open lag hij eruit in de derde ronde. In beide toernooien was het Roger Federer die hem uitschakelde. Hewitts beste resultaat van het najaar was de halve finale in Tokio. Hij sloot het jaar af op plaats 22.

#### 2010 - 2011

Lleyton Hewitt tegen Novak Đoković op Wimbledon in 2010

Hewitt startte 2010 met een kwartfinale in Sydney, die hij verloor van de uiteindelijke winnaar Marcos Baghdatis. Op de Australian Open werd hij in de vierde ronde uitgeschakeld, eveneens door de latere winnaar, Roger Federer. Meteen na de Australian Open onderging Hewitt een operatie aan de heup. In april kwam hij terug op het circuit en haalde hij de kwartfinale van het ATP-toernooi van Houston en de dubbelspelfinale op het ATP-toernooi van Barcelona. Op Roland Garros verloor hij opnieuw van de uiteindelijke winnaar, Rafael Nadal ditmaal, in de derde ronde. In juni won hij het ATP-toernooi van Halle, een van de voorbereidende grastoernooien van Wimbledon. Op Wimbledon bereikte hij de vierde ronde. Hij verloor er van Novak Đoković. De zomer was weinig succesvol. Op de US Open verloor hij meteen in de eerste ronde. Daar speelde hij, op de Davis Cup na, meteen ook zijn laatste partij van 2010. Hewitt eindigde het jaar op de 54e plaats.
Hewitt werd op zijn eerste toernooi van 2011, de Australian Open, meteen in de eerste ronde uitgeschakeld. In februari haalde hij twee kwartfinales: in San José en Memphis. Begin juni haalde hij de kwartfinale op het grastoernooi van Halle, maar op Wimbledon verloor hij al in de tweede ronde. Daarna speelde hij nog maar twee toernooien en tweemaal voor de Davis Cup. Na midden september kwam hij niet meer in actie. Hewitt sloot het jaar voor het eerst sinds 1998 af buiten de top 100, op plaats 188.

#### 2012
Hoewel hij ver buiten de top 100 stond, haalde Hewitt met een vierde ronde toch een mooie prestatie op de Australian Open. In februari vertegenwoordigde hij Australië in de Davis Cup in het duel tegen China. Hij blesseerde er zich aan zijn linkerteen en speelde daardoor niet meer tot aan Roland Garros, waar hij in de eerste ronde verloor. Hetzelfde gebeurde op Wimbledon. In juli haalde hij de finale van het Newport, die hij verloor van John Isner. Het was de eerste keer dat Hewitt in zijn carrière een finale op gras verloor.

### Davis Cup
Hewitt maakte deel uit van het Australische Davis Cup-team dat in 1999 en 2003 de overwinning behaalde en dat in 2000 en 2001 de finale speelde. Op 22-jarige leeftijd had hij meer Davis Cup-overwinningen op zijn naam dan enige andere Australische tennisser. In totaal speelde Hewitt 48 enkel- en 13 dubbelpartijen, waarvan hij er respectievelijk 37 en 10 won.

#### 1999 - 2002
In 1999 speelde Hewitt de kwartfinale tegen de Verenigde Staten en won hij zijn beide enkelpartijen tegen Todd Martin en Alex O'Brien. Ook in de halve finale tegen Rusland won hij zijn beide wedstrijden tegen Marat Safin en Jevgeni Kafelnikov. In de finale tegen Frankrijk won Australië, ondanks het feit dat Hewitt zijn beide enkelwedstrijden, tegen Cédric Pioline en Sébastien Grosjean, verloor.
In de eerste ronde tegen Zwitserland in 2000 won Hewitt zijn beide matches tegen Georg Bastl en Roger Federer. In de kwartfinale tegen Duitsland won hij van Michael Kohlmann, maar verloor hij van Rainer Schüttler. In de halve finale tegen Brazilië wist hij zijn beide partijen tegen Fernando Meligeni en André Sá te winnen. De finale tegen Spanje werd door het Australische Davis Cup-team verloren. Hewitt won zijn partij tegen Albert Costa, maar verloor van Juan Carlos Ferrero.
In 2001 won Hewitt zijn twee wedstrijden in de eerste ronde tegen Ecuador van Giovanni Lapentti en Nicolás Lapentti. Ook in de kwartfinale tegen Brazilië was Hewitt tweemaal de winnaar tegen Fernando Meligeni en Gustavo Kuerten. Tegen Zweden in de halve finale herhaalde Hewitt zijn sterke Davis Cup-prestaties door dubbele winst tegen Jonas Björkman en Thomas Johansson. In de finale tegen Frankrijk, die Australië verloor, verloor Hewitt zijn eerste Davis Cup-wedstrijd van het seizoen tegen Nicolas Escudé. Hij won wel zijn tweede match tegen Sébastien Grosjean.
Australië verloor in 2002 zijn eersterondewedstrijd tegen Argentinië met 0-5 en moest een kwalificatiewedstrijd spelen om in de Wereldgroep te blijven. Australië won de wedstrijd tegen India met 5-0. Hewitt won daarbij zijn enige match tegen Harsh Mankad.

#### 2003 - 2007
In 2003 nam Hewitt deel vanaf de eerste ronde. Hij versloeg Alex Bogdanovic in de eerste ronde tegen Groot-Brittannië. In de kwartfinale tegen Zweden won hij zijn partij tegen Thomas Enqvist. In de halve finale tegen Zwitserland wist Hewitt zijn beide partijen tegen Michel Kratochvil en Roger Federer te winnen. In de finale, die werd gewonnen door Australië, won hij zijn partij tegen Juan Carlos Ferrero. De laatste enkelmatch tegen Carlos Moyà werd niet meer gespeeld omdat Australië leidde met 3-1.
Ondanks het feit dat Hewitt in 2004 zijn enkelmatch tegen Robin Söderling won, verloor het Australische Davis Cup-team in de eerste ronde van Zweden met 1-4. In de kwalificatiewedstrijd tegen Marokko won Hewitt zijn match tegen Mehdi Tahiri en won Australië met 4-1.
In 2005 won Australië in de eerste wedstrijd van Oostenrijk met 5-0. Hewitt won zijn enige wedstrijd tegen Alexander Peya. De wedstrijd tegen Argentinië werd verloren met 1-4. Hewitt scoorde het enige punt door te winnen van Guillermo Coria. Hij verloor zijn tweede wedstrijd van David Nalbandian.
In de kwartfinale tegen Wit-Rusland in 2006 won Hewitt zijn enige match tegen Vladimir Votsjkov met 6-2, 6-1, 6-2. De halve finale tegen Argentinië werd met 0-5 verloren door Australië. Hewitt verloor zijn match tegen José Acasuso met 1-6, 6-4, 4-6, 6-2, 6-1.
In 2007 verloor Australië zijn eersterondewedstrijd van België met 2-3. Hewitt verloor van Kristof Vliegen, maar won van Olivier Rochus. Hewitt won ook de dubbelmatch samen met zijn partner Paul Hanley. Ook de play-off tegen Servië werd verloren met 1-4. Hewitt scoorde het enige punt voor Australië door te winnen van Janko Tipsarević. Door het verlies zakte Australië weg uit de Wereldgroep.

#### 2008 - 2012
In de periode 2008-2012 speelde Australië in de Aziatisch/Oceanische Zone. Hewitt speelde elk jaar voor zijn land. Hij won acht van de elf enkelpartijen en alle zeven zijn dubbelpartijen.

### Coaches
Hewitt heeft Darren Cahill, Jason Stoltenberg, Roger Rasheed, Tony Roche en Nathan Healy gehad als coaches. Momenteel wordt hij opnieuw gecoacht door Tony Roche.

## Privéleven

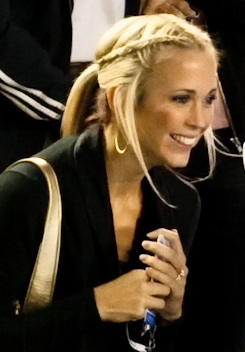
Hewitts vrouw, Rebecca ("Bec") Hewitt-Cartwright

Hewitts vader Glynn is een voormalige speler van Aussie Rules Football (een sport die Hewitt tot 13 jaar zelf speelde) en zijn moeder Cherilyn was leerkracht lichamelijke opvoeding. Hij heeft een jongere zus Jaslyn (geboren 23 februari 1983) die nummer een was bij de junioren in Australië in 2000.
Hewitt onderhield jaren een relatie met de tennisspeelster Kim Clijsters uit België met wie hij zich in 2003 verloofde. Op 22 oktober 2004 maakten ze echter een einde aan hun relatie, die vier jaar geduurd had. De dag na de Australian Open van 2005 heeft hij Rebecca Cartwright (ook wel Bec genoemd), een Australische actrice, ten huwelijk gevraagd. Zij huwden op 21 juli 2005. De ceremonie vond plaats in de wereldberoemde opera van Sydney. Op 29 november 2005 werd hun eerste kind geboren, een dochter met de naam Mia Rebecca. Op 11 december 2008 werd hun tweede kind, zoon Cruz Lleyton, in Sydney geboren. Op 19 oktober 2010 werd hun derde kind geboren, dochter Ava Sydney Hewitt. De naam van hun derde kind werd niet meteen bekendgemaakt. Mensen konden voor het bedrag van 2 dollar per sms een gokje wagen hoe de kleine zou heten. Op 27 oktober 2010 werd uiteindelijk bekend hoe de kleine zou heten.
Hewitt steunt ook verschillende goede doelen voor kinderen in Australië, zoals de Starlight Foundation en de McGuinisses-McDermott Cancer Foundation. In augustus 2002 werd hij ambassadeur voor de Special Olympics met de bedoeling het ledenaantal van de organisatie te verhogen. Tijdens de Tennis Masters Cup in 2002 lanceerde hij het Special Olympics Tennis Program. Hewitt zette zich ook speciaal in tijdens de Special Olympics van 2003.

## Prijzen en onderscheidingen
- 2001 - ATP Player of the Year (ATP Speler van het Jaar)
- 2001 - Most Popular South Australian (Populairste Zuid-Australiër van het Jaar)
- 2002 - ATP Player of the Year (ATP Speler van het Jaar)
- 2002 - Australia's Male Athlete (Australiës Beste Mannelijke Atleet van het Jaar)
- 2002 - Most Popular South Australian (Populairste Zuid-Australiër van het Jaar)
- 2002 - ESPY Best Male Tennis Player (ESPY's Beste Tennisspeler van het Jaar)
- 2003 - Young Australian of the Year (Australische jongere van het jaar)[14]
- 2003 - Vogue Australia Sportsman of the Year (Vogue-Australiës Sportman van het Jaar)
- 2003 - Most Popular South Australian (Populairste Zuid-Australiër van het Jaar)
- 2011 - Newcombe Medal. Spirit of Tennis Award
- 2013 - Newcombe Medal. Most outstanding Australian player in 2013
- 2014 - Davis Cup Commitment Award
- 2016 - lid van de Orde van Australië

## Palmares
| Legenda                       | Legenda               |
| ----------------------------- | --------------------- |
| Grand Slam                    |                       |
| Olympische Spelen             |                       |
| tot 2009                      | vanaf 2009            |
| Tennis Masters Cup            | ATP Finals            |
| ATP Masters Series            | ATP Tour Masters 1000 |
| ATP International Series Gold | ATP Tour 500          |
| ATP International Series      | ATP Tour 250          |

### Enkelspel
| Nr.                  | Datum            | Toernooi                         | Ondergrond | Tegenstander in finale | Score                            | Details  |
| -------------------- | ---------------- | -------------------------------- | ---------- | ---------------------- | -------------------------------- | -------- |
| Gewonnen finales     |                  |                                  |            |                        |                                  |          |
| 1.                   | 5 januari 1998   | ATP Adelaide (1)                 | Hardcourt  | Jason Stoltenberg      | 3-6, 6-3, 7-6(4)                 | Details  |
| 2.                   | 3 mei 1999       | ATP Delray Beach                 | Gravel     | Xavier Malisse         | 6-4, 6-7(2), 6-1                 | Details  |
| 3.                   | 3 januari 2000   | ATP Adelaide (2)                 | Hardcourt  | Thomas Enqvist         | 3-6, 6-3, 6-2                    | Details  |
| 4.                   | 10 januari 2000  | ATP Sydney (1)                   | Hardcourt  | Jason Stoltenberg      | 6-4, 6-0                         | Details  |
| 5.                   | 6 maart 2000     | ATP Scottsdale (1)               | Hardcourt  | Tim Henman             | 6-4, 7-6(2)                      | Details  |
| 6.                   | 12 juni 2000     | ATP Londen (1)                   | Gras       | Pete Sampras           | 6-4, 6-4                         | Details  |
| 7.                   | 8 januari 2001   | ATP Sydney (2)                   | Hardcourt  | Magnus Norman          | 6-4, 6-1                         | Details  |
| 8.                   | 11 juni 2001     | ATP Londen (2)                   | Gras       | Tim Henman             | 7-6(3), 7-6(3)                   | Details  |
| 9.                   | 18 juni 2001     | ATP 's-Hertogenbosch             | Gras       | Guillermo Cañas        | 6-3, 6-4                         | Details  |
| 10.                  | 27 augustus 2001 | US Open                          | Hardcourt  | Pete Sampras           | 7-6(4), 6-1, 6-1                 | Details  |
| 11.                  | 1 oktober 2001   | ATP Tokio                        | Hardcourt  | Michel Kratochvil      | 6-4, 6-2                         | Details  |
| 12.                  | 12 november 2001 | Tennis Masters Cup, Sydney (1)   | Hardcourt  | Sébastien Grosjean     | 6-3, 6-3, 6-4                    | Details  |
| 13.                  | 25 februari 2002 | ATP San José                     | Hardcourt  | Andre Agassi           | 4-6, 7-6(6), 7-6(4)              | Details  |
| 14.                  | 11 maart 2002    | ATP Indian Wells (1)             | Hardcourt  | Tim Henman             | 6-1, 6-2                         | Details  |
| 15.                  | 10 juni 2002     | ATP Londen (3)                   | Gras       | Tim Henman             | 4-6, 6-1, 6-4                    | Details  |
| 16.                  | 24 juni 2002     | Wimbledon                        | Gras       | David Nalbandian       | 6-1, 6-3, 6-2                    | Details  |
| 17.                  | 11 november 2002 | Tennis Masters Cup, Shanghai (2) | Hardcourt  | Juan Carlos Ferrero    | 7-5, 7-5, 2-6, 2-6, 6-4          | Details  |
| 18.                  | 3 maart 2003     | ATP Scottsdale (2)               | Hardcourt  | Mark Philippoussis     | 6-4, 6-4                         | Details  |
| 19.                  | 10 maart 2003    | ATP Indian Wells (2)             | Hardcourt  | Gustavo Kuerten        | 6-1, 6-1                         | Details  |
| 20.                  | 12 januari 2004  | ATP Sydney (3)                   | Hardcourt  | Carlos Moyà            | 4-3 opg.                         | Details  |
| 21.                  | 16 februari 2004 | ATP Rotterdam                    | Hardcourt  | Juan Carlos Ferrero    | 6-7(1), 7-5, 6-4                 | Details  |
| 22.                  | 16 augustus 2004 | ATP Washington                   | Hardcourt  | Gilles Müller          | 6-3, 6-4                         | Details  |
| 23.                  | 23 augustus 2004 | ATP Long Island                  | Hardcourt  | Luis Horna             | 6-3, 6-1                         | Details  |
| 24.                  | 10 januari 2005  | ATP Sydney (4)                   | Hardcourt  | Ivo Minář              | 7-5, 6-0                         | Details  |
| 25.                  | 12 juli 2006     | ATP Londen (4)                   | Gras       | James Blake            | 6-4, 6-4                         | Details  |
| 26.                  | 26 februari 2007 | ATP Las Vegas                    | Hardcourt  | Jürgen Melzer          | 6-4, 7-6(10)                     | Details  |
| 27.                  | 6 april 2009     | ATP Houston                      | Gravel     | Wayne Odesnik          | 6-2, 7-5                         | Details  |
| 28.                  | 7 juni 2010      | ATP Halle                        | Gras       | Roger Federer          | 3-6, 7-6(4), 6-4                 | Details  |
| 29.                  | 5 januari 2014   | ATP Brisbane                     | Hardcourt  | Roger Federer          | 6-1, 4-6, 6-3                    | Details  |
| 30.                  | 30 juli 2014     | ATP Newport                      | Gras       | Ivo Karlović           | 6-3, 6-7(4), 7-6(3)              | Details  |
| Verloren finales     |                  |                                  |            |                        |                                  |          |
| 1.                   | 4 januari 1999   | ATP Adelaide                     | Hardcourt  | Thomas Enqvist         | 6-4, 1-6, 2-6                    | Details  |
| 2.                   | 1 maart 1999     | ATP Scottsdale                   | Hardcourt  | Jan-Michael Gambill    | 6-7(2), 6-4, 4-6                 | Details  |
| 3.                   | 18 oktober 1999  | ATP Lyon                         | Tapijt     | Nicolás Lapentti       | 3-6, 2-6                         | Details  |
| 4.                   | 30 oktober 2000  | ATP Stuttgart                    | Hardcourt  | Wayne Ferreira         | 6-7(6), 6-3, 7-6(5), 6-7(2), 2-6 | Details  |
| 5.                   | 5 augustus 2002  | ATP Cincinnati                   | Hardcourt  | Carlos Moyà            | 5-7, 6-7(5)                      | Details  |
| 6.                   | 28 oktober 2002  | ATP Parijs                       | Tapijt     | Marat Safin            | 6-7(4), 0-6, 4-6                 | Details  |
| 7.                   | 28 juli 2003     | ATP Los Angeles                  | Hardcourt  | Wayne Ferreira         | 3-6, 6-4, 5-7                    | Details  |
| 8.                   | 2 augustus 2004  | ATP Cincinnati                   | Hardcourt  | Andre Agassi           | 3-6, 6-3, 2-6                    | Details  |
| 9.                   | 30 augustus 2004 | US Open                          | Hardcourt  | Roger Federer          | 0-6, 6-7(3), 0-6                 | Details  |
| 10.                  | 15 november 2004 | Tennis Masters Cup, Houston      | Hardcourt  | Roger Federer          | 3-6, 2-6                         | Details  |
| 11.                  | 17 januari 2005  | Australian Open                  | Hardcourt  | Marat Safin            | 6-1, 3-6, 4-6, 4-6               | Details  |
| 12.                  | 7 maart 2005     | ATP Indian Wells                 | Hardcourt  | Roger Federer          | 2-6, 4-6, 4-6                    | Details  |
| 13.                  | 13 februari 2006 | ATP San José                     | Hardcourt  | Andy Murray            | 6-2, 1-6, 6-7(3)                 | Details  |
| 14.                  | 27 februari 2006 | ATP Las Vegas                    | Hardcourt  | James Blake            | 5-7, 6-2, 3-6                    | Details  |
| 15.                  | 15 juli 2012]    | ATP Newport                      | Gras       | John Isner             | 6-7(1), 4-6                      | Details  |
| 16.                  | 8 juli 2013      | ATP Newport                      | Gras       | Nicolas Mahut          | 7-5 5-7 3-6                      | Details  |
| Gewonnen challengers |                  |                                  |            |                        |                                  |          |
| 1.                   | 7 december 1998  | Perth                            | Hardcourt  | Mark Draper            | 6-4, 6-4                         | 6-4, 6-4 |

### Dubbelspel
| Nr.                              | Datum            | Toernooi         | Ondergrond    | Partner            | Tegenstanders in finale               | Score               | Details       |
| -------------------------------- | ---------------- | ---------------- | ------------- | ------------------ | ------------------------------------- | ------------------- | ------------- |
| Gewonnen finales herendubbel     |                  |                  |               |                    |                                       |                     |               |
| 1.                               | 14 augustus 2000 | ATP Indianapolis | Hardcourt     | Sandon Stolle      | Jonas Björkman Maks Mirni             | 6-2, 3-6, 6-3       | Details       |
| 2.                               | 28 augustus 2000 | US Open          | Hardcourt     | Maks Mirni         | Ellis Ferreira Rick Leach             | 6-4, 5-7, 7-6       | Details       |
| 3.                               | 13 juli 2014     | ATP Newport      | Gras          | Chris Guccione     | Jonathan Erlich Rajeev Ram            | 7-5, 6-4            | Details       |
| Verloren finales herendubbel     |                  |                  |               |                    |                                       |                     |               |
| 1.                               | 3 januari 2000   | ATP Adelaide     | Hardcourt     | Sandon Stolle      | Todd Woodbridge Mark Woodforde        | 4-6, 2-6            | Details       |
| 2.                               | 10 januari 2000  | ATP Sydney       | Hardcourt     | Sandon Stolle      | Todd Woodbridge Mark Woodforde        | 5-7, 4-6            | Details       |
| 3.                               | 3 maart 2003     | ATP Scottsdale   | Hardcourt     | Mark Philippoussis | James Blake Mark Merklein             | 4-6, 7-6, 6-7       | Details       |
| 4.                               | 19 april 2010    | ATP Barcelona    | Gravel        | Mark Knowles       | Daniel Nestor Nenad Zimonjić          | 6-4, 3-6, 6-10      | Details       |
| 5.                               | 7 februari 2013  | ATP San José     | Hardcourt (i) | Marinko Matosevic  | Xavier Malisse Frank Moser            | 0-6, 7-6(5), [4-10] | Details       |
| Verloren finales gemengd dubbel  |                  |                  |               |                    |                                       |                     |               |
| 1.                               | 26 juni 2000     | Wimbledon        | Gras          | Kim Clijsters      | Donald Johnson Kimberly Po            | 4-6, 6-7            | Details       |
| Gewonnen challengers herendubbel |                  |                  |               |                    |                                       |                     |               |
| 1.                               | 3 augustus 1998  | Lexington        | Hardcourt     | Ben Ellwood        | Paul Goldstein (tennisser) Jim Thomas | 5-7, 6-3, 6-2       | 5-7, 6-3, 6-2 |
| 2.                               | 7 december 1998  | Perth            | Hardcourt     | Paul Kilderry      | Dejan Petrovic Grant Silcock          | 6-7, 6-3, 7-6       | 6-7, 6-3, 7-6 |

## Prestatietabellen
| Legenda | Legenda                          |
| ------- | -------------------------------- |
| g.t.    | geen toernooi gehouden           |
| l.c.    | lagere categorie                 |
| –       | niet deelgenomen                 |
| G       | uitgeschakeld in de groepsfase   |
| 1R      | uitgeschakeld in de eerste ronde |
| 2R      | uitgeschakeld in de tweede ronde |
| 3R      | uitgeschakeld in de derde ronde  |
| 4R      | uitgeschakeld in de vierde ronde |
| KF      | uitgeschakeld in de kwartfinale  |
| HF      | uitgeschakeld in de halve finale |
| F       | de finale verloren               |
| W       | het toernooi gewonnen            |
| w-v     | winst/verlies-balans             |

### Prestatietabel enkelspel
| Toernooi             | 1997 | 1998 | 1999 | 2000 | 2001 | 2002 | 2003 | 2004 | 2005 | 2006 | 2007 | 2008 | 2009 | 2010 | 2011 | 2012 | 2013 | 2014 | 2015 | 2016 |
| -------------------- | ---- | ---- | ---- | ---- | ---- | ---- | ---- | ---- | ---- | ---- | ---- | ---- | ---- | ---- | ---- | ---- | ---- | ---- | ---- | ---- |
| Grandslamtoernooien  |      |      |      |      |      |      |      |      |      |      |      |      |      |      |      |      |      |      |      |      |
| Australian Open      | 1R   | 1R   | 2R   | 4R   | 3R   | 1R   | 4R   | 4R   | F    | 2R   | 3R   | 4R   | 1R   | 4R   | 1R   | 4R   | 1R   | 1R   | 2R   | 2R   |
| Roland Garros        | –    | –    | 1R   | 4R   | KF   | 4R   | 3R   | KF   | –    | 4R   | 4R   | 3R   | 3R   | 3R   | –    | 1R   | –    | 1R   | –    | –    |
| Wimbledon            | –    | –    | 3R   | 1R   | 4R   | W    | 1R   | KF   | HF   | KF   | 4R   | 4R   | KF   | 4R   | 2R   | 1R   | 2R   | 2R   | 1R   | –    |
| US Open              | –    | –    | 3R   | HF   | W    | HF   | KF   | F    | HF   | KF   | 2R   | –    | 3R   | 1R   | 1R   | 3R   | 4R   | 1R   | 2R   | –    |
| ATP Finals           |      |      |      |      |      |      |      |      |      |      |      |      |      |      |      |      |      |      |      |      |
| ATP Finals           | –    | –    | –    | G    | W    | W    | –    | F    | –    | –    | –    | –    | –    | –    | –    | –    | –    | –    | –    | –    |
| ATP Masters 1000     |      |      |      |      |      |      |      |      |      |      |      |      |      |      |      |      |      |      |      |      |
| Indian Wells         | –    | 1R   | 2R   | 2R   | HF   | W    | W    | 3R   | F    | 3R   | 2R   | 4R   | 2R   | –    | 1R   | –    | 3R   | 2R   | –    | –    |
| Miami                | –    | 1R   | 2R   | HF   | HF   | HF   | 2R   | 3R   | –    | 2R   | –    | 2R   | 2R   | –    | –    | –    | 2R   | 2R   | 1R   | –    |
| Monte Carlo          | –    | –    | –    | –    | –    | 1R   | –    | 3R   | –    | –    | –    | –    | 1R   | –    | –    | –    | –    | –    | –    | –    |
| Hamburg              | –    | –    | –    | 2R   | HF   | KF   | 3R   | HF   | –    | –    | HF   | –    | l.c. | l.c. | l.c. | l.c. | l.c. | l.c. | l.c. | l.c. |
| Stuttgart            | –    | –    | 1R   | F    | HF   | g.t. | g.t. | g.t. | g.t. | g.t. | g.t. | g.t. | g.t. | g.t. | g.t. | g.t. | g.t. | g.t. | g.t. | g.t. |
| Madrid               | g.t. | g.t. | g.t. | g.t. | g.t. | –    | –    | –    | –    | –    | –    | –    | –    | –    | –    | –    | –    | 1R   | –    | –    |
| Rome                 | –    | –    | –    | HF   | 3R   | 2R   | –    | 2R   | –    | –    | 1R   | –    | –    | 2R   | –    | –    | –    | –    | –    | –    |
| Montreal/Toronto     | –    | –    | –    | 2R   | 2R   | 1R   | 2R   | 3R   | 1R   | 2R   | KF   | –    | 1R   | –    | –    | –    | –    | 1R   | –    | –    |
| Cincinnati           | –    | –    | –    | 1R   | HF   | F    | 1R   | F    | HF   | –    | HF   | –    | KF   | 2R   | –    | 2R   | –    | 2R   | –    | –    |
| Shanghai             | l.c. | l.c. | l.c. | l.c. | l.c. | l.c. | l.c. | l.c. | l.c. | l.c. | l.c. | l.c. | 2R   | –    | –    | 1R   | 1R   | –    | –    | –    |
| Parijs               | –    | –    | 3R   | –    | 2R   | F    | –    | KF   | –    | –    | –    | –    | –    | –    | –    | –    | –    | –    | –    | –    |
| Olympische Spelen    |      |      |      |      |      |      |      |      |      |      |      |      |      |      |      |      |      |      |      |      |
| Olympische Spelen    | g.t  | g.t  | g.t  | 1R   | g.t  | g.t  | g.t  | –    | g.t  | g.t  | g.t  | 2R   | g.t  | g.t  | g.t  | 3R   | g.t  | g.t  | g.t  | –    |
| Statistieken         |      |      |      |      |      |      |      |      |      |      |      |      |      |      |      |      |      |      |      |      |
| Totaal aantal titels | 0    | 1    | 1    | 4    | 6    | 5    | 2    | 4    | 1    | 1    | 1    | 0    | 1    | 1    | 0    | 0    | 0    | 2    | 0    | 0    |
| Eindejaarsranking    | 550  | 113  | 22   | 7    | 1    | 1    | 17   | 3    | 4    | 20   | 21   | 67   | 22   | 54   | 188  | 83   | 60   | 50   | 307  |      |

### Prestatietabel dubbelspel
| Grandslamtoernooien  |      |      |      |      |      |      |      |      |      |      |      |      |      |      |      |      |      |      |      |      |      |      |      |
| Australian Open      | 3R   | 2R   | 3R   | –    | –    | –    | –    | –    | –    | –    | –    | –    | –    | –    | 2R   | –    | 1R   | 2R   | 3R   | –    | KF   | 1R   | 1R   |
| Roland Garros        | –    | –    | 2R   | –    | –    | –    | –    | –    | 1R   | –    | 1R   | –    | –    | –    | –    | –    | 1R   | –    | –    | –    | –    | –    |      |
| Wimbledon            | –    | 3R   | –    | –    | –    | –    | –    | –    | –    | –    | –    | –    | –    | 1R   | 3R   | 1R   | 3R   | 3R   | 2R   | –    | 1R   | 2R   |      |
| US Open              | –    | –    | W    | –    | –    | –    | –    | –    | –    | –    | –    | –    | –    | –    | –    | –    | –    | 2R   | –    | –    | –    | –    |      |
| ATP Finals           |      |      |      |      |      |      |      |      |      |      |      |      |      |      |      |      |      |      |      |      |      |      |      |
| ATP Finals           | –    | –    | –    | –    | –    | –    | –    | –    | –    | –    | –    | –    | –    | –    | –    | –    | –    | –    | –    | –    | –    | –    |      |
| ATP Masters 1000     |      |      |      |      |      |      |      |      |      |      |      |      |      |      |      |      |      |      |      |      |      |      |      |
| Indian Wells         | –    | –    | –    | KF   | –    | –    | –    | –    | –    | –    | –    | –    | –    | –    | –    | –    | –    | –    | –    | –    | –    | –    |      |
| Miami                | –    | –    | –    | HF   | 3R   | 1R   | –    | –    | –    | –    | –    | –    | –    | –    | –    | –    | –    | –    | –    | –    | –    | –    |      |
| Monte Carlo          | –    | –    | –    | –    | –    | –    | –    | –    | –    | –    | –    | –    | –    | –    | –    | –    | –    | –    | –    | –    | –    | –    |      |
| Hamburg              | –    | –    | HF   | –    | 1R   | –    | –    | –    | –    | –    | –    | l.c. | l.c. | l.c. | l.c. | l.c. | l.c. | l.c. | l.c. | l.c. | l.c. | l.c. | l.c. |
| Madrid               | l.c. | l.c. | l.c. | l.c. | l.c. | l.c. | l.c. | l.c. | l.c. | l.c. | l.c. | –    | –    | –    | –    | –    | –    | –    | –    | –    | –    | –    |      |
| Rome                 | 1R   | –    | 2R   | KF   | –    | –    | –    | –    | –    | 2R   | –    | –    | –    | –    | –    | –    | –    | –    | –    | –    | –    | –    |      |
| Montreal/Toronto     | –    | –    | –    | 1R   | –    | –    | –    | –    | –    | 2R   | –    | –    | –    | –    | –    | –    | –    | 2R   | –    | –    | –    | –    |      |
| Cincinnati           | –    | –    | KF   | KF   | 2R   | 2R   | –    | –    | –    | –    | –    | –    | –    | –    | –    | –    | –    | –    | –    | –    | –    | –    |      |
| Stuttgart            | –    | –    | 2R   | –    | l.c. | l.c. | l.c. | l.c. | l.c. | l.c. | l.c. | l.c. | l.c. | l.c. | l.c. | l.c. | l.c. | l.c. | l.c. | l.c. | l.c. | l.c. | l.c. |
| Shanghai             | l.c. | l.c. | l.c. | l.c. | l.c. | l.c. | l.c. | l.c. | l.c. | l.c. | l.c. | –    | –    | –    | –    | –    | –    | –    | –    | –    | –    | –    |      |
| Parijs               | –    | –    | –    | –    | –    | –    | –    | –    | –    | –    | –    | –    | –    | –    | –    | –    | –    | –    | –    | –    | –    | –    |      |
| Olympische Spelen    |      |      |      |      |      |      |      |      |      |      |      |      |      |      |      |      |      |      |      |      |      |      |      |
| Olympische Spelen    | g.t. | g.t. | –    | g.t. | g.t. | g.t. | –    | g.t. | g.t. | g.t. | KF   | g.t. | g.t. | g.t. | –    | g.t. | g.t. | g.t. | –    | g.t. | g.t. | g.t. |      |
| Statistieken         |      |      |      |      |      |      |      |      |      |      |      |      |      |      |      |      |      |      |      |      |      |      |      |
| Totaal aantal titels | 0    | 0    | 2    | 0    | 0    | 0    | 0    | 0    | 0    | 0    | 0    | 0    | 0    | 0    | 0    | 0    | 1    | 0    | 0    | 0    | 0    | 0    | 0    |
| Eindejaarsranking    | 167  | 159  | 20   | 104  | 218  | 169  | 558  | 867  | 1417 | 382  | 648  | 455  | 152  | 506  | 192  | 263  | 115  | 155  |      |      |      |      |      |